# Ko Vis
Jacob ('Ko') Pieter Vis ( Zaandijk, 28 januari 1858 – 9 augustus 1924) was op 18 juni 1918 medeoprichter van de Koninklijke Nederlandse Zoutindustrie, in de volksmond destijds ‘De Zout’ genoemd. 
De heer Vis was zelf na de oprichting tot zijn dood president-directeur van de KNZ, na 1969 AKZO Zout en Basis Chemie geheten. Met deze oprichting van KNZ legde Vis de basis voor het grootste chemische concern van Nederland, het huidige AkzoNobel.